# Jiráskovo divadlo (Česká Lípa)

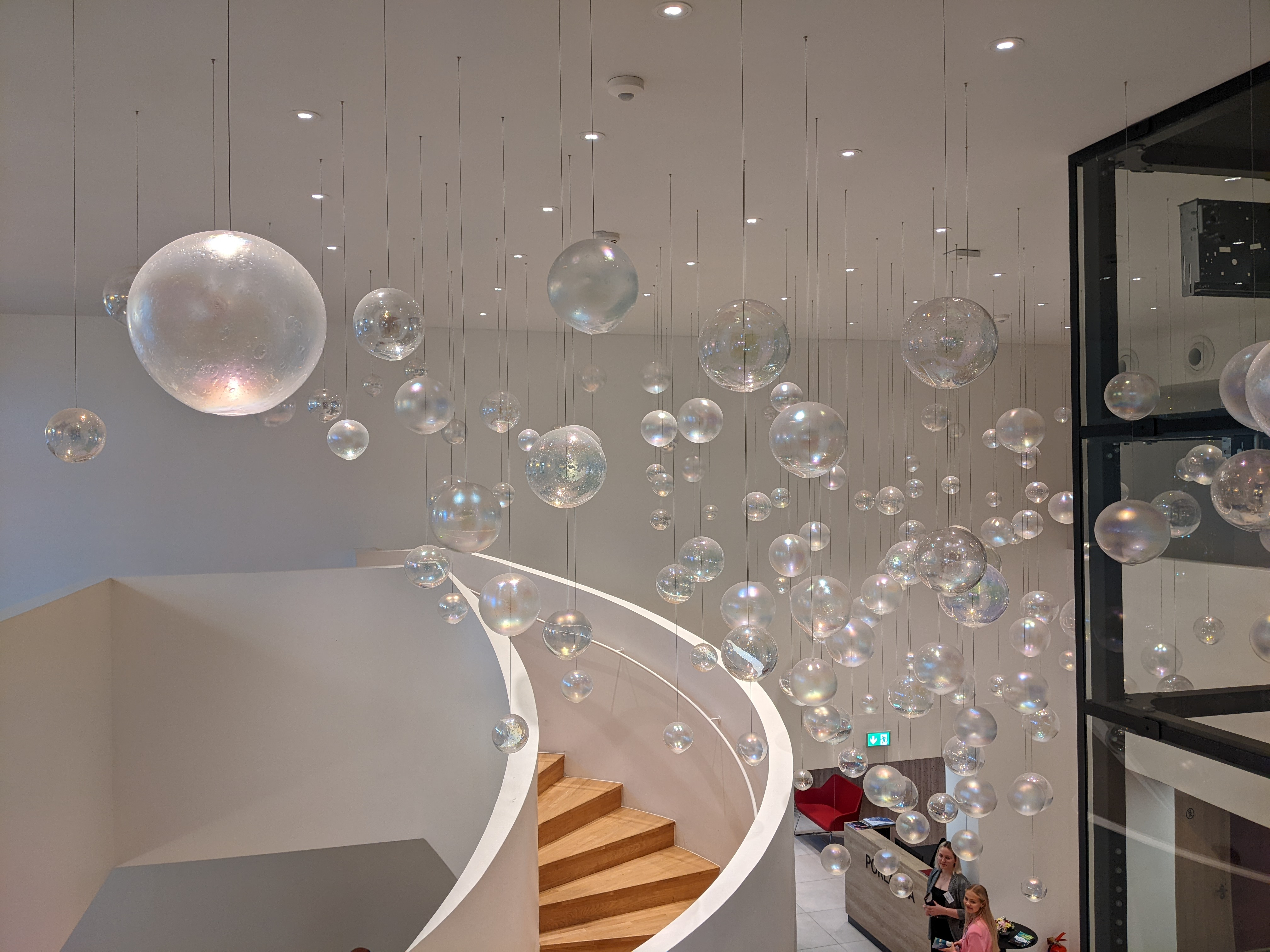
Sklářské umělecké dílo v interiéru divadla po rekonstrukci

Jiráskovo divadlo je budova sloužící kulturním účelům v České Lípě, je domovní scénou amatérského souboru Jirásek. Je součástí příspěvkové organizace Kultura Česká Lípa. Vystupují zde pohostinsky soubory různého zaměření a to nejen herecké.

## Historie
Divadlo bylo otevřeno v roce 1945 v budově, která byla postavena v roce 1907 jako tělocvična i sál používaný k různým společenským příležitostem. Během II. světové války zde byla ubytovna pro uprchlíky a objekt zchátral. K obnově divadelního provozu došlo v říjnu 1945. K rekonstrukci dochází po roce 1976, přesto se dodnes opakují úvahy ve vedení města o potřebě postavit lepší budovu. Nebo alespoň stávající budovy zmodernizovat. Divadlo sídlí poblíž hlavního náměstí T. G. Masaryka na adrese Panská 219/3 a mimo hlavní budovy vlastní i další, pomocné.
V letech 1992 až 2005 měla budovu pronajatou od města umělecká agentura Agnez. Poté se městu vrátila a byla začleněna do městské organizace Kulturní dům Crystal Česká Lípa. Ta byla od ledna 2011 zreorganizována a získala název Kultura Česká Lípa.
K divadlu patří i příležitostná kavárna a Divadelní klub Jirásek, jehož šéfem je od roku 2012 František Zborník. Repertoár divadla byl a je rozmanitý. Vystupovaly zde pohostinsky desítky různých uměleckých souborů, byl odtud i jeden televizní přenos estrády. Divadlo má svou hlavní akci Českolipský divadelní podzim.
S příznivým ohlasem veřejnosti se setkalo i silvestrovské představení.
Záměr města divadelní budovu přestavět se v roce 2014 zkomplikoval, o stavební povolení v soudním sporu s majitelem sousedního objektu přišlo.Zastupitelé města se tedy rozhodli nechat zpracovat záměr možného přestěhování scény do prostor Kulturního domu Crystal. Do doby rozhodnutí o případných změnách město započalo s úpravami stávajících budov.